# Famille d'Ornellas
La famille d'Ornellas est une famille française originaire du Portugal.
Elle compte parmi ses membres un prélat de l'Église catholique et une journaliste.

## Histoire
Cette famille a obtenu du roi Louis Ier de Portugal un titre de baron par décret du 14 octobre 1886,.

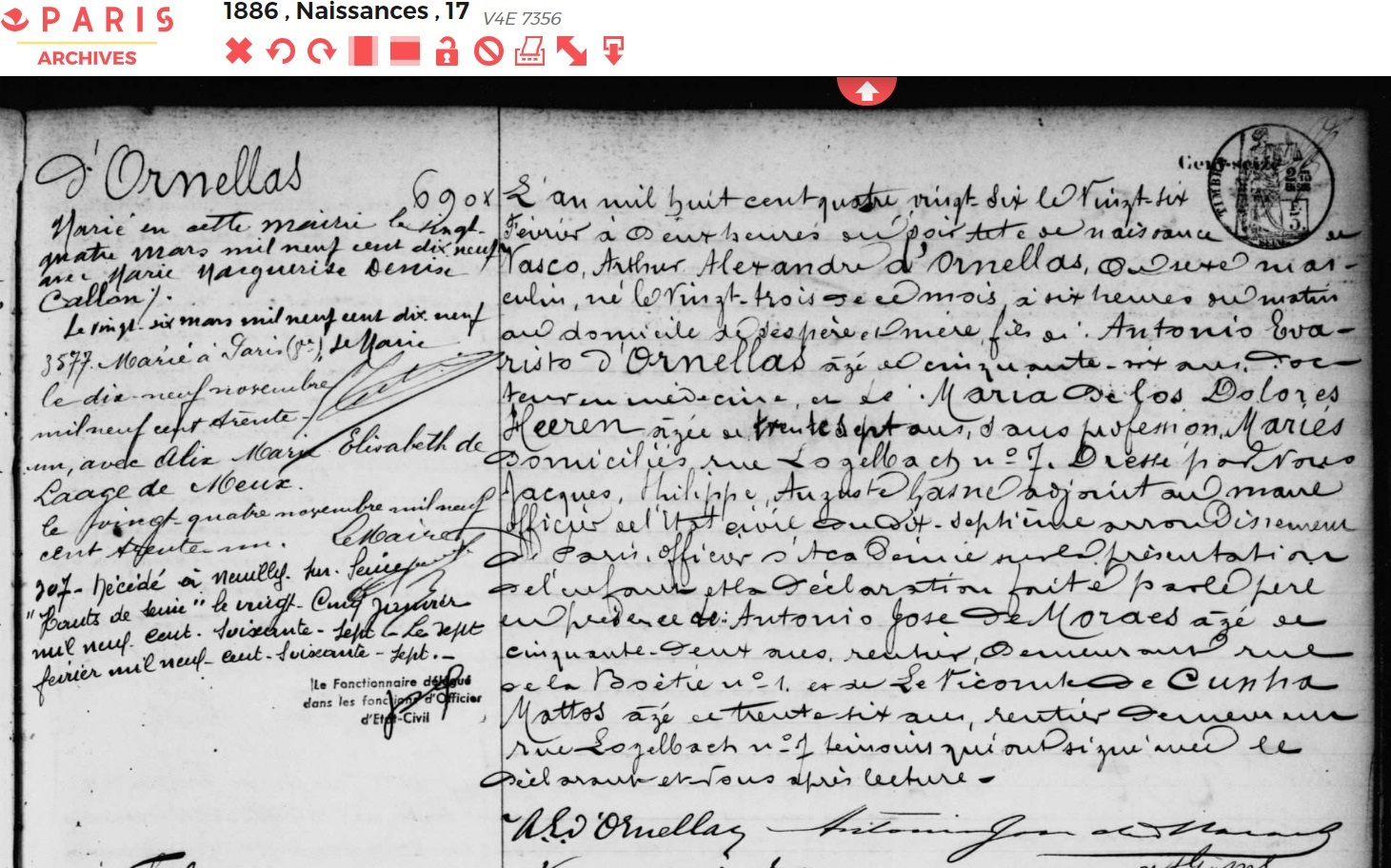
Acte de naissance de Vasco d'Ornellas, né à Paris le 23 février 1886.

Elle se fixe à Paris sous le Second Empire en la personne d'Antonio Evaristo d'Ornellas (1829-1904), 1er baron d'Ornellas.

## Généalogie simplifiée
- António Evaristo d'Ornellas (1829-1904), est fait 1er baron d'Ornellas par décret royal de Louis Ier du 14 octobre 1886. Il se fixe à Paris sous le Second Empire en tant que médecin[4]. Marié en 1873 avec Maria de los Dolores Heeren (1848-1904)[5].
  - Vasco d'Ornellas (23 février 1886 à Paris 17e - 25 janvier 1967 à Neuilly-sur-Seine), ingénieur, directeur de sociétés minières. Il épouse Denise Callon (1898-1929). Veuf, il épouse en secondes noces le 21 novembre 1931 à Paris 7e, Alix Marie Élisabeth  de Laage de Meux (1893-1950).
    - François d'Ornellas (1919-1991)[6].
    - Jean-Paul d'Ornellas (1921-2013)[7], ingénieur diplômé de l'École centrale Paris (promotion 1947)[8]. Il épouse Marie-Louise Desazars de Montgaihard[9].
      - Pierre d'Ornellas (né en 1953)[9], ingénieur diplômé de l'École des hautes études d'ingénieur (promotion 1976)[10], archevêque de Rennes.

    - Alexandre d'Ornellas (1929-1992)[11] épouse Jacqueline Brunet de La Charie[9].
      - Christophe d'Ornellas (né en 1958)[9] épouse Béatrice Pommeret (1961-2006)[12],[13].
        - Charlotte d'Ornellas (née en 1986), journaliste.

## Armes
Par décret royal du 14 octobre 1886, Antonio Evaristo d'Ornellas reçut le titre de baron avec pour armes : Parti au 1, d'azur à la bande de gueules chargée de trois fleurs de lys d'or et accompagnée de deux sirènes au naturel, au franc-canton de gueules brochant sur le tout chargé d'un besant d'or (qui est d'Ornellas), au 2, coupé au A, de gueules aux cinq feuilles de figuiers de sinople posées en sautoir (qui est de Figueiredo), au B, d'argent au lion de pourpre, lampassé et armé d'azur (qui est Silva)

## Alliances
Les principales alliances de la famille d'Ornellas sont : Heeren (1873), Callon, de Lingua de Saint Blanquat (1925), de Laage de Meux (1931), Delpech de Saint Guilhem (1937), de Hillerin (1945), de Montalembert, de Villèle, de Tredern (1974), Desazars de Montgailhard, de Rarécourt de La Vallée de Pimodan, de Cacqueray de Saint-Quentin, Brunet de La Charie, Pommeret

## Portraits

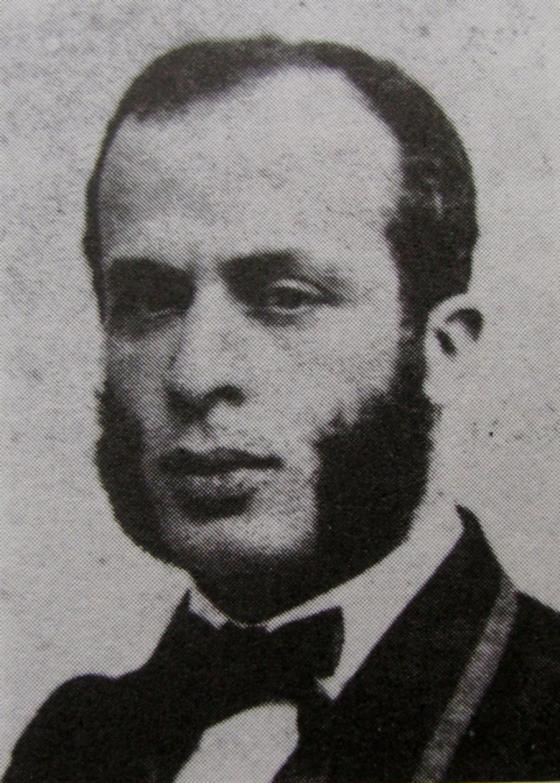
António Evaristo d'Ornellas, 1er baron d'Ornellas
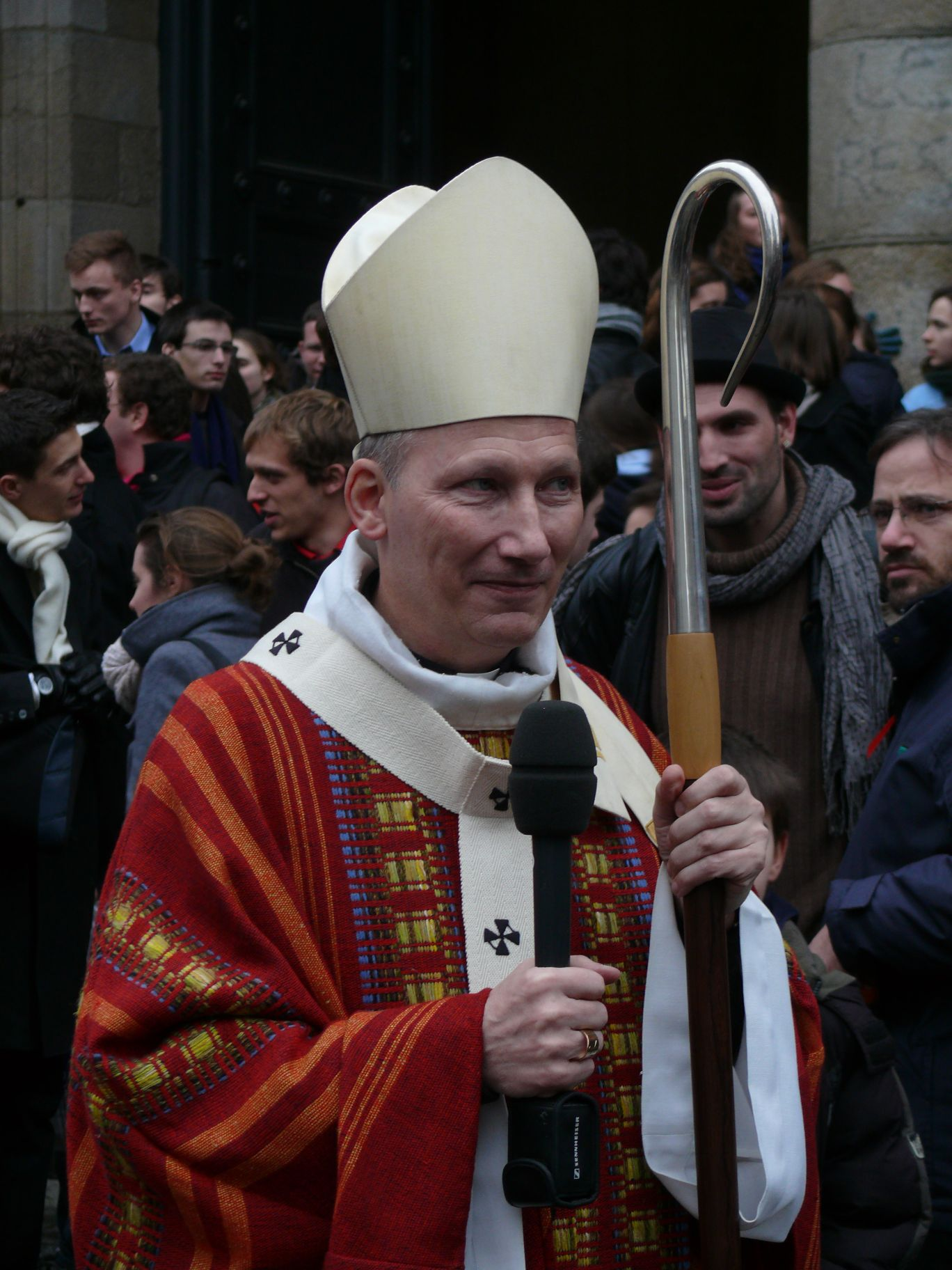
Mgr Pierre d'Ornellas (1953)
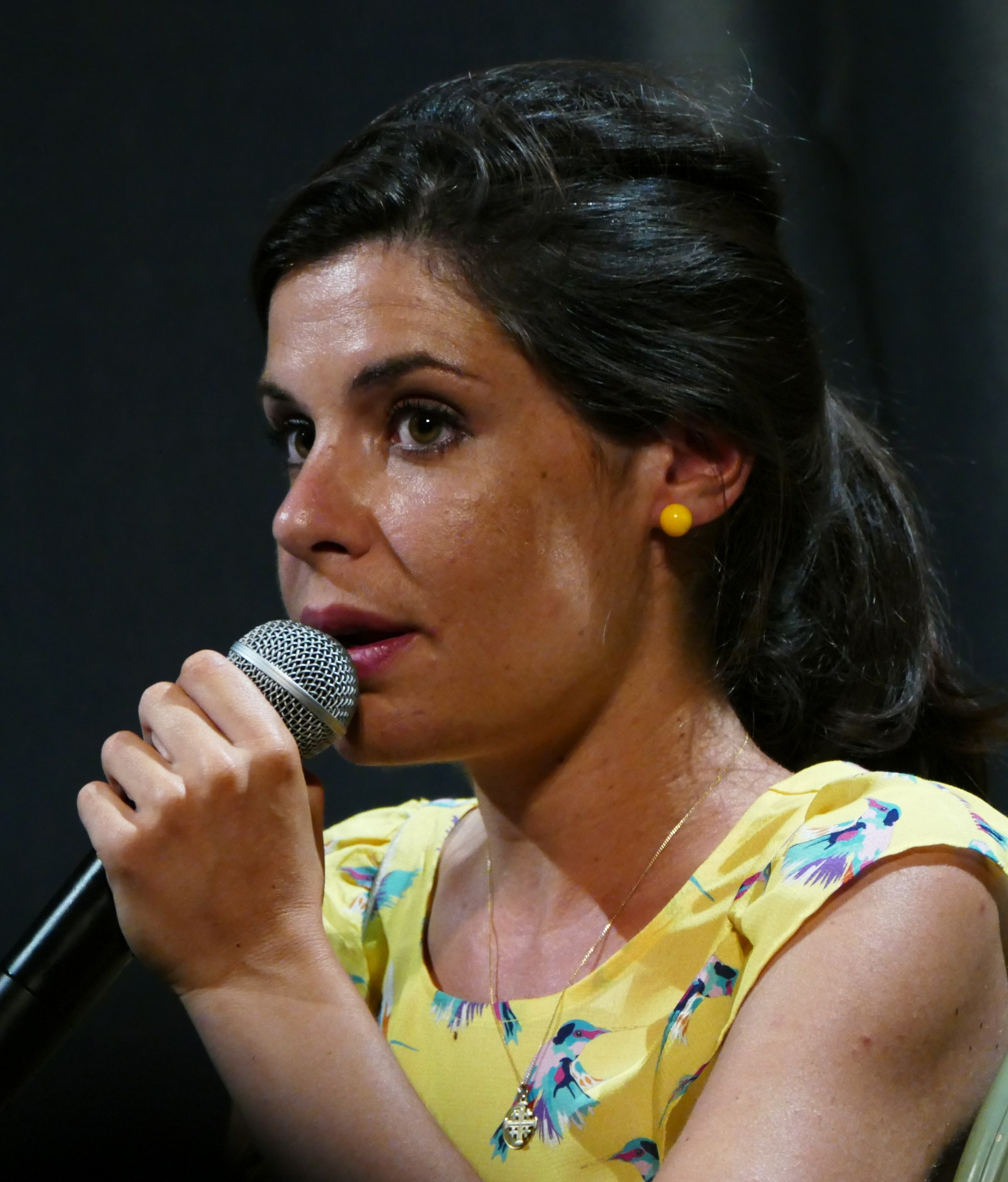
Charlotte d'Ornellas (1986)

## Pour approfondir